# Zhuge Liang
Zhuge Liang (ur. 181, zm. 234) - doradca Liu Beia oraz kanclerz i regent państwa Shu Han.

## Życie

### Lata młodości
Zhuge Liang urodził się w powiecie Yangdu (阳都) w komanderii Langye (琅琊), w dzisiejszym powiecie Yinan (沂南) w prowincji Shandong, jako drugi z trzech braci. Jego matka zmarła, gdy miał dziewięć lat, a jego ojciec, gdy miał lat dwanaście. Rodzeństwem zaopiekował się wuj Zhuge Xuan, który jednak zmarł wkrótce po tym, jak rodzina musiała uciekać na południe na skutek najazdu Cao Cao na Shandong w 195.
Zhuge Liang uciekł wtedy na terytorium dawnego przyjaciela swojego wuja, Liu Biao, ówczesnego namiestnika prowincji Jingzhou (荆州), obejmującej komanderię Nanyang, ze stolicą w Wan (dzis. Nanyang), i rozciągającej się dalej na południe na tereny dzisiejszych prowincji Hubei i Hunan. Obie siostry Zhuge Lianga wyszły za mąż, wchodząc do zamożnych rodzin w regionie. On sam przez dziesięć lat mieszkał w komanderii Longzhong (隆中, w dzisiejszej prowincji Hubei) z braćmi Zhuge Jinem i Zhuge Junem. Już wtedy Zhuge Liang porównywał się ze słynnym ministrem państwa Qi Guan Zhongiem. Niewielu zgadzało się z nim w tej kwestii, niemniej Sima Hui porównał go z "Przyczajonym Smokiem", co miało wskazywać na jego wszechstronną wiedzę. Zhuge Liang ożenił się z córką Huang Chengyana, którego żona była siostrą Damy Cai (żony Liu Biao i siostry Cai Mao). Według tradycji żona Zhuge Lianga nazywała się Huang Yueying. Rodzina Huang była powiązana z kilkoma innymi znanymi klanami w regionie.

### W służbie Liu Beia
Liu Bei był wówczas dowódcą garnizonu w pobliskim mieście Fan (dzis. Xiangyang) i będąc pod wrażeniem umiejętności strategicznego myślenia zaprezentowanej przez Zhuge Lianga uczynił go swoim doradcą. Wkrótce Zhuge Liang miał stać się osobą bliższą Liu Beia nawet niż jego bracia krwi, Guan Yu i Zhang Fei. W tym okresie Zhuge Liang doradzał jednak także Liu Qi, synowi Liu Biao.
W roku 208 Zhuge Liang udał się do Sun Quana aby zawiązać sojusz pomiędzy nim a Liu Beiem przeciwko postępującemu Cao Cao. Według późniejszej tradycji, zawartej przede wszystkim w Opowieściach o Trzech Królestwach, to właśnie Zhuge Liang miał przekonać go do działania, chociaż w rzeczywistości wydaje się, że większą rolę odegrali tu jego właśni doradcy, Lu Su i Zhou Yu. Ta sama tradycja przypisuje także Zhuge Liangowi decydującą rolę w Bitwie o Czerwone Klify, podczas której miał on za pomocą swoich umiejętności magicznych wywołać południowo-wschodni wiatr, który podczas ataku branderów Huang Gaia rozprzestrzenił płomienie między okrętami Cao Cao. W rzeczywistości plan ataku był autorstwa Zhou Yu, a magiczne umiejętności Zhuge Lianga polegały najprawdopodobniej na trafnym prognozowaniu pogody.
Po zwycięstwie pod Czerwonymi Klifami Zhuge Liang został wysłany w celu zajęcia południowej części prowincji Jing, a kiedy trzy lata później Liu Bei udał się do prowincji Yi (dzis. Syczuan) Zhuge Liang wraz z Guan Yu pozostał by bronić prowincji Jing. Kiedy w roku 213 Liu Bei obalił namiestnika Yi Liu Zhanga Zhuge Liang przywiódł mu posiłki, by potem zarządzać administracją prowincji.
W roku 219 Zhuge Liang był jednym z urzędników wymienionych w formalnym memoriale wystosowanym przez Liu Beia do cesarza, w którym ten nazwał się królem (wang) Hanzhongu. Sojusz z Sun Quanem został zerwany kiedy jego generał Lü Meng najechał w 219 na prowincję Jing i pokonał Guan Yu. Pochwycony Guan Yu został ścięty; wieść o tym załamała Liu Beia, gdyż Guan Yu był jego długoletnim towarzyszem broni. To Zhuge Liang miał w roku 221 zachęcić Liu Beia do przyjęcia tytułu cesarza, a on sam otrzymał wówczas stanowisko kanclerza. Liu Bei zignorował głosy swoich doradców i w roku 222 zaatakował Sun Quana, ale został pokonany w bitwie pod Yiling przez Lu Xuna. Liu Bei zmarł w twierdzy Bodi po pospiesznym i upokarzającym odwrocie do swoich granic, wcześniej czyniąc Zhuge Lianga regentem przy boku swojego siedemnastoletniego syna Liu Shana.

### Regent Shu Han
Jeszcze przed swoją śmiercią Liu Bei ponownie zawarł sojusz z Sun Quanem i Zhuge Liang go potwierdził. Następnie w kampaniach przeprowadzonych na południu w latach 224 - 225 podbił on terytoria rozciągające się aż do dzisiejszego Kunmingu. Z kolei w roku 227 z Hanzhongu podjął szereg ataków przez pasmo Qin Ling zachęcając dowódców Wei z terytorium dzisiejszego Hubei do przejścia na swoją stronę. Jeden z nich, Meng Ta, został jednak szybko zniszczony przez generała Wei Sima Yi i Zhuge Liang nie był zdolny do ustanowienia trwałej pozycji. W roku 229 zajął on południową część dzisiejszego Gansu, dolinę górnego biegu rzeki Han, i w roku 233 podjął kolejną próbę przełamania linii gór. Z sukcesem przeciwstawiał się mu jednak Sima Yi i Zhuge Liang zmarł w następnym roku.